# Karl Heinrich Hofmann
Karl Heinrich Hofmann (nacido el 3 de octubre de 1932 en Heilbronn) es un matemático alemán, especializado teoría de grupos y en álgebra topológica. Ilustró el texto Proofs from THE BOOK, una influyente recopilación de demostraciones matemáticas.

## Semblanza
Hofmann estudió desde 1952 en la Universidad de Hamburgo y en la Universidad de Tubinga, obteniendo su maestría en 1957 en Tubinga y su doctorado  bajo la dirección de Hellmuth Kneser en 1958, con una tesis titulada Estructuras topológico-algebraicas no asociativas. Completó su habilitación en Tubinga en 1962. En 1963 se convirtió en Profesor Asociado y en 1965 pasó a ser profesor en la Universidad Tulane, donde en 1966 resultó elegido como Miembro de Investigación Sloan. Desde 1982 ha sido Profesor en la Universidad Técnica de Darmstadt, y desde 1998 Profesor Emérito.
Residente en el Instituto de Estudios Avanzados (Princeton) en 1967-68, fue profesor visitante en la Universidad Pierre y Marie Curie (1973-74), en la Universidad La Trobe en Melbourne, en Tubinga (1966), en la Universidad Católica de Lovaina y en la Universidad de Ballarat en Victoria (Australia).
La investigación de Hofmann se centra en la teoría de Lie, el álgebra topológica y el análisis funcional. En sus primeros trabajos, se centró principalmente en la teoría topológica de semigrupos, y posteriormente, en grupos compactos y en pregrupos de Lie. Su obra "La Estructura de los Grupos Compactos", coescrita con Sid Morris, ha aparecido en cuatro ediciones y se considera un libro de referencia sobre este tema.
También se ha destacado como ilustrador de textos matemáticos (por ejemplo, en el texto Proofs from THE BOOK).
Es miembro de la American Mathematical Society. De 1970 a 1998, fue editor del Semigroup Forum y de 1990 a 1998 del Journal of Lie Theory. En 2005, publicó los trabajos matemáticos de su profesor Hellmuth Kneser junto con Gerhard Betsch.
Entre 1963 y 2001, Hofmann supervisó a 38 matemáticos durante sus estudios de doctorado. Cinco de sus estudiantes de doctorado se convirtieron posteriormente en sus propios supervisores, por lo que Hofmann cuenta actualmente con al menos 140 descendientes científicos.
Está casado desde 1963 y tiene dos hijos.

## Publicaciones
- Con Sidney A. Morris: La estructura de los grupos compactos, De Gruyter 1998, 2.ª edición 2005, 3.ª edición 2013
- Con Sidney A. Morris: La teoría de Lie de los grupos pro-Lie conexos: una teoría estructural para álgebras pro-Lie, grupos pro-Lie y grupos localmente compactos conexos, EMS, Zúrich 2007
- Con G. Gierz, K. Keimel, J. D. Lawson, M. Mislove, D. Scott: Redes y dominios continuos, Enciclopedia de matemáticas y sus aplicaciones, Cambridge University Press 2003
- Análisis I, Heldermann Verlag, Lemgo 2000
- Con W. A. F. Ruppert: Grupos de Lie y subsemigrupos con funciones exponenciales sobreyectivas, Memorias AMS 130, 1997
- Con J. Hilgert, J. D. Lawson: Grupos de Lie, conos convexos y semigrupos, Oxford University Press, 1989
- Con G. Gierz, K. Keimel, J. D. Lawson, M. Mislove, D. Scott: Un compendio de redes continuas, Springer Verlag, 1980
- Con P. S. Mostert: Teoría de cohomología de grupos abelianos compactos, Deutscher Verlag der Wissenschaften, 1973, Springer Verlag, 1973
- Con J. Dauns: Representación de anillos por secciones, Memorias AMS 83, 1968
- Con J. Berglund: Semigrupos semitopológicos compactos y funciones casi periódicas débiles, Apuntes de clase en matemáticas 42, Springer Verlag, 1967
- Con P. S. Mostert: Elementos de semigrupos compactos, Columbus/Ohio: Charles Merrill 1966
- Con P. S. Mostert: Desdoblamiento en grupos topológicos, Memorias AMS 43, 1963